# Liogenys quadridens
Liogenys quadridens är en skalbaggsart som beskrevs av Johan Christian Fabricius 1798. Liogenys quadridens ingår i släktet Liogenys och familjen Melolonthidae. Inga underarter finns listade i Catalogue of Life.